# Lijst van encyclieken van paus Pius IX

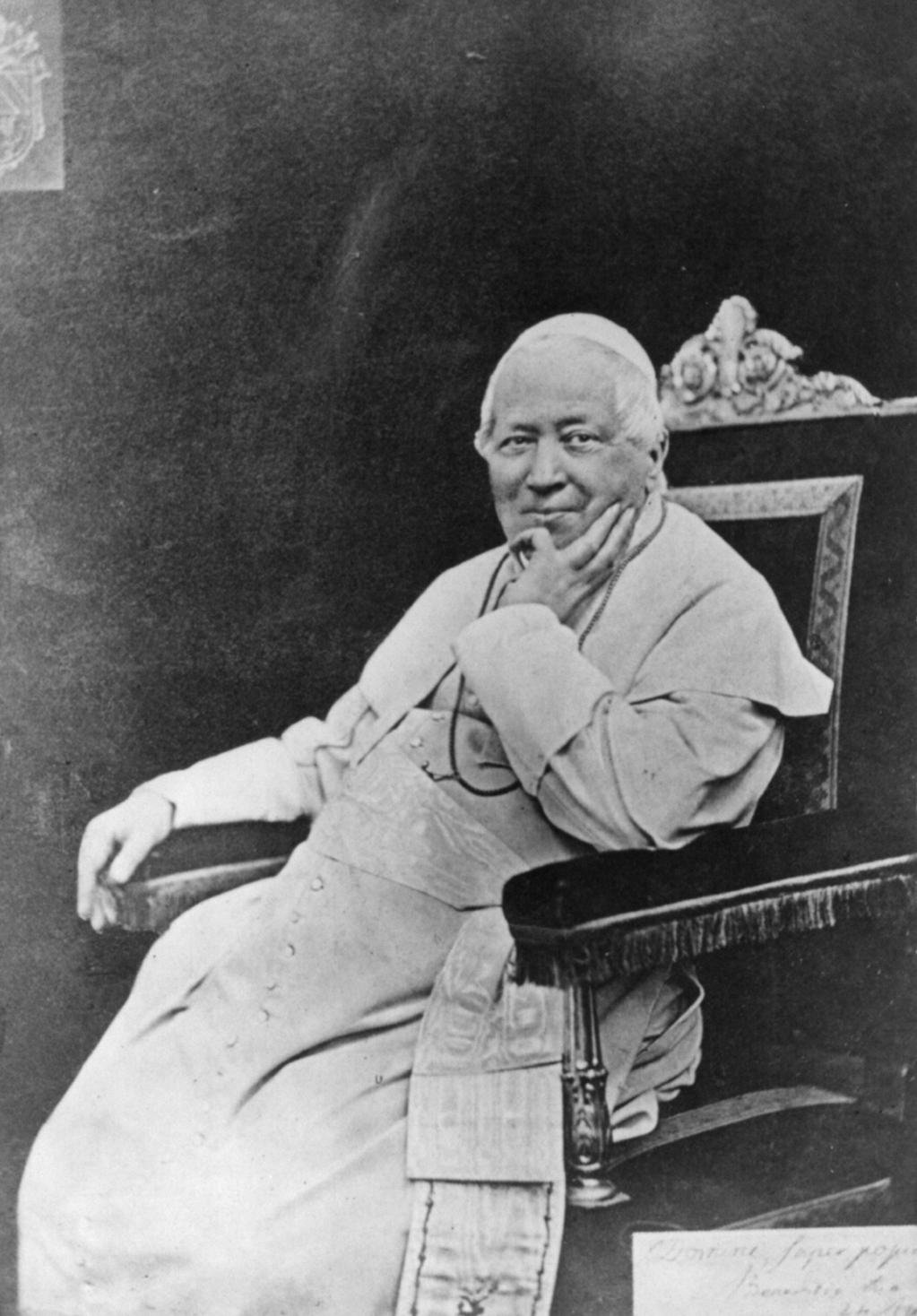
Pius IX

Dit artikel is een lijst van encyclieken van paus Pius IX. Hier volgen de 41 encyclieken die Pius IX (paus van 1846 tot 1878) geschreven heeft.
| #   | Titel (Latijn)                | Titel (Nederlandse vertaling) | Onderwerp                                                                                    | Datum van publicatie |
| --- | ----------------------------- | ----------------------------- | -------------------------------------------------------------------------------------------- | -------------------- |
| 1.  | Qui Pluribus                  |                               | Geloof en religie                                                                            | 9 november 1846      |
| 2.  | Praedecessores Nostros        |                               | Steun voor Ierland                                                                           | 25 maart 1847        |
| 3.  | Ubi Primum                    |                               | Discipline voor gelovigen                                                                    | 17 juni 1847         |
| 4.  | In Suprema Petri Sede         |                               | Omtrent de unie met de orthodoxe kerken                                                      | 6 januari 1849       |
| 5.  | Ubi Primum                    |                               | De Onbevlekte Ontvangenis van Maria                                                          | 2 februari 1849      |
| 6.  | Nostis Et Nobiscum            |                               | De Kerk in de Kerkelijke Staat                                                               | 8 december 1849      |
| 7.  | Exultavit Cor Nostrum         |                               | Het Heilig Jaar                                                                              | 21 november 1851     |
| 8.  | Ex Allis Nostris              |                               | Regels met betrekking tot het Heilig Jaar                                                    | 21 november 1851     |
| 9.  | Nemo Certe Ignorat            |                               | Discipline onder geestelijken                                                                | 25 maart 1852        |
| 10. | Probe Noscitis                |                               | Discipline onder geestelijken                                                                | 17 mei 1852          |
| 11. | Inter Multiplices             |                               | Pleidooi over eenheid van geest                                                              | 21 maart 1853        |
| 12. | Neminem Vestrum               |                               | De vervolging in Armenië                                                                     | 2 februari 1854      |
| 13. | Optime Noscitis               |                               | De voorgestelde Katholieke universiteit van Ierland                                          | 20 maart 1854        |
| 14. | Apostolicae Nostrae Caritatis |                               | Oproep tot gebed voor de vrede                                                               | 1 augustus 1854      |
| 15. | Optime Noscitis               |                               | Bisschoppelijke bijeenkomsten                                                                | 5 november 1855      |
| 16. | Singulari Quidem              |                               | De Kerk in Oostenrijk                                                                        | 17 maart 1856        |
| 17. | Cum Nuper                     |                               | Zorg voor geestelijken                                                                       | 20 januari 1858      |
| 18. | Amantissimi Redemptoris       |                               | Priesters en de verzorging van de ziel                                                       | 3 mei 1858           |
| 19. | Cum Sancta Mater Ecclesia     |                               | Pleidooi voor het gebed                                                                      | 27 april 1859        |
| 20. | Qui Nuper                     |                               | De Kerkelijke Staat                                                                          | 18 juni 1859         |
| 21. | Nullis Certe Verbis           |                               | De noodzaak van civiele soevereiniteit                                                       | 19 januari 1860      |
| 22. | Amantissimus                  |                               | De zorg voor Kerkgebouwen                                                                    | 8 april 1862         |
| 23. | Quanto Conficiamur Moerore    |                               | De promotie van valse doctrines                                                              | 10 augustus 1863     |
| 24. | Incredibili Afflictamur       |                               | Vervolging in Nieuw-Granada                                                                  | 17 september 1863    |
| 25. | Ubi Urbaniano                 |                               | De Kerk in Polen                                                                             | 30 juli 1864         |
| 26. | Maximae Quidem                |                               | De Kerk in Beieren                                                                           | 18 augustus 1864     |
| 27. | Quanta Cura                   |                               | Fouten van de periode                                                                        | 8 december 1864      |
| 28. | Levate                        |                               | Over de internationale situatie van de Pauselijke Staat, en over de kerk in Rusland en Polen | 27 oktober 1867      |
| 29. | Respicientes Ea               | Terugkijkend                  | Protest tegen de inname van de Pauselijke Staat                                              | 1 november 1870      |
| 30. | Ubi Nos                       | Onze stad                     | De Pauselijke staat                                                                          | 15 mei 1871          |
| 31. | Beneficia Dei                 |                               | Het 25-jarig jubileum van de paus                                                            | 4 juni 1871          |
| 32. | Saepe Venerabiles Fratres     |                               | 25 jaar in het ambt                                                                          | 5 augustus 1871      |
| 33. | Quartus Supra Vigesimus       |                               | De kerk in Armenië                                                                           | januari 1873         |
| 34. | Etsi Multa Luctuosa           |                               | De Kerk in Italië, Duitsland en Zwitserland                                                  | 21 november 1873     |
| 35. | Vix Dum A Nobis               |                               | De Kerk in Oostenrijk                                                                        | 7 maart 1874         |
| 36. | Omnem Sollicitudinem          |                               | De Griekse riten                                                                             | 13 mei 1874          |
| 37. | Gravibus Ecclesiae            |                               | Het uitroepen van een jubeljaar                                                              | 24 december 1874     |
| 38. | Quod Nunquam                  |                               | De Kerk in Pruisen                                                                           | 5 februari 1875      |
| 39. | Graves Ac Diuturnae           |                               | De Kerk in Zwitserland                                                                       | 23 maart 1875        |
| 40. | Exortae in ista               |                               |                                                                                              | 20 april 1876        |
| 41. | Quae In Patriarchatu          |                               | De Kerk in de Chaldeeën                                                                      | 1 september 1876     |

#### Voetnoten
1. ↑  Pio IX. www.vatican.va. Gearchiveerd op 20 september 2023. Geraadpleegd op 11 november 2023.
2. ↑  https://www.vatican.va/archive/ass/documents/ASS-09-1876-ocr.pdf. Gearchiveerd op 11 november 2023.